# Piramidy w Gizie

Mapa kompleksu piramid w Gizie:
1 Piramida Cheopsa
2 Piramida Chefrena
3 Piramida Mykerinosa
4 Świątynia grobowa Chefrena
5 Świątynia grobowa
6 Dodatkowa piramida
7 Dolna świątynia Chefrena
8 Dolna świątynia Mykopojusa
9 Grobowiec Królowej Hetepheres
10 Grobowiec Królowej Khentkawes
11 Piramidy Królowych
12 Mastaby
13 Wielki Sfinks
14 Świątynia Sfinksa
15 Grobowiec wezyra Hemona
16 Biuro studiów piramid
17 Kasa biletowa
18 Zakopane łodzie
19 Współczesna droga
20 Kamienne grobowce
21 Kwatery budowniczych
22 Kair
23 Współczesne miasto Nazlat as-Samman
24 Aleja procesyjna
25 Kamieniołom Mykerinosa
26 Współczesny cmentarz
27 Południowe pole (głównie kamiennych grobów)
28 Murowane ogrodzenie
29 Mastaby i kamienne grobowce
30 Zachodni cmentarz
31 Wschodni cmentarz
32 Centralny teren z mastabami i kamiennymi grobowcami

Piramidy w Gizie – zespół historycznych budowli obejmujący dwie największe piramidy zbudowane w starożytnym Egipcie (piramidę Cheopsa i piramidę Chefrena) oraz mniejszą piramidę Mykerinosa i towarzyszące im obiekty.

## Opis
Wszystkie mają kształt ostrosłupa o podstawie kwadratu. Największą z nich jest piramida Cheopsa (w starożytności znana jako „Horyzont Cheopsa”) – jeden z siedmiu cudów świata z podstawą o boku 230 m i o wysokości 147 m. Piramida Chefrena („Wielki jest Chefren”) osiąga wysokość 137 m, piramida Mykerinosa („Boski jest Mykerinos”) ma tylko 65 metrów wysokości. Wokół tych piramid pobudowano szereg mniejszych, przeznaczonych na grobowce królowych i dostojników państwowych.
Piramida Chefrena wyróżnia się dzięki stojącej obok niej (przy dolnej świątyni grobowej) monumentalnej rzeźbie Sfinksa. Wyrzeźbiony w olbrzymim bloku skalnym, ma ciało lwa i głowę faraona osłoniętą szeroką chustą nemes. Długość monumentu wynosi 73 m, a wysokość 20 m. Jest to pierwsza monumentalna rzeźba w sztuce egipskiej. We wnętrzu dolnej świątyni grobowej odnaleziono posąg Chefrena wykonany z ciemnego diorytu i przedstawiający faraona na tronie, którego nogi wyrzeźbiono jako figury lwa, a sam tron ozdobiono reliefem przedstawiającym heraldyczny emblemat Sema-taui, symbolizujący połączenie obu krajów – Górnego i Dolnego Egiptu. Głowę Chefrena obejmują skrzydła Horusa chroniącego władcę. Rzeźba znajduje się w Muzeum w Kairze.
Najbardziej oryginalny wystrój wnętrz zachował się w piramidzie Mykerinosa. Zachowane w dolnej świątyni rzeźby przedstawiają króla wraz z boginią Hathor z krowimi rogami obejmującymi tarczę słoneczną i z uosobieniem jednego z nomów egipskich. Triady Mykerinosa to najstarsze zachowane w Egipcie kompozycje trzech postaci. W grobowcu znaleziono także posąg Mykerinosa z jego małżonką, wyróżniający się nietypowym jak na kanon egipski przedstawieniem postaci. Artysta nie tylko zrównał wzrostem króla i królową, ale ukazał też zażyłość pomiędzy małżonkami poprzez gest królowej obejmującej króla prawą ręką. Ponadto obydwie postaci ukazane są w lekkim wykroku, czyli w postawie zastrzeżonej dla posągów mężczyzn. Rzeźba ta znajduje się w Muzeum Sztuk Pięknych w Bostonie.
Cały zespół grobowy wybudowano z różnego rodzaju kamienia. Dziedzińce wyłożono czarnym bazaltem, kolumny i filary wykonano z czerwonego granitu, ściany odznaczały się bielą użytych do budowy wapieni i alabastru. Wnętrze pokryte było wykutymi w kamieniu licznymi inskrypcjami. Do wejść grobowców, umieszczonych po wschodniej stronie budowli, prowadziły długie rampy w kierunku Nilu. Zakończenie rampy stanowi budowla w kształcie świątyni – umieszczona na granicy pól uprawnych, odgrywała rolę przystani dla podpływających barek.
Obok piramid budowano podziemne pomieszczenia dla barek, które za życia faraona mogły służyć do ceremonialnych podróży po Nilu, a po jego śmierci były utożsamiane ze świętą barką, służącą do podróży po niebie w zaświatach. Przy piramidzie Cheopsa odnaleziono używaną barkę – jak początkowo sądzono, wykorzystaną do transportu zwłok faraona, jakkolwiek umieszczona na niej inskrypcja wskazuje, że pozostawił ją tam następca Cheopsa.
W 1979 kompleks starożytnych budowli został wpisany na Listę światowego dziedzictwa UNESCO.

## Galeria

Kompleks piramid w Gizie widziany od południowego zachodu
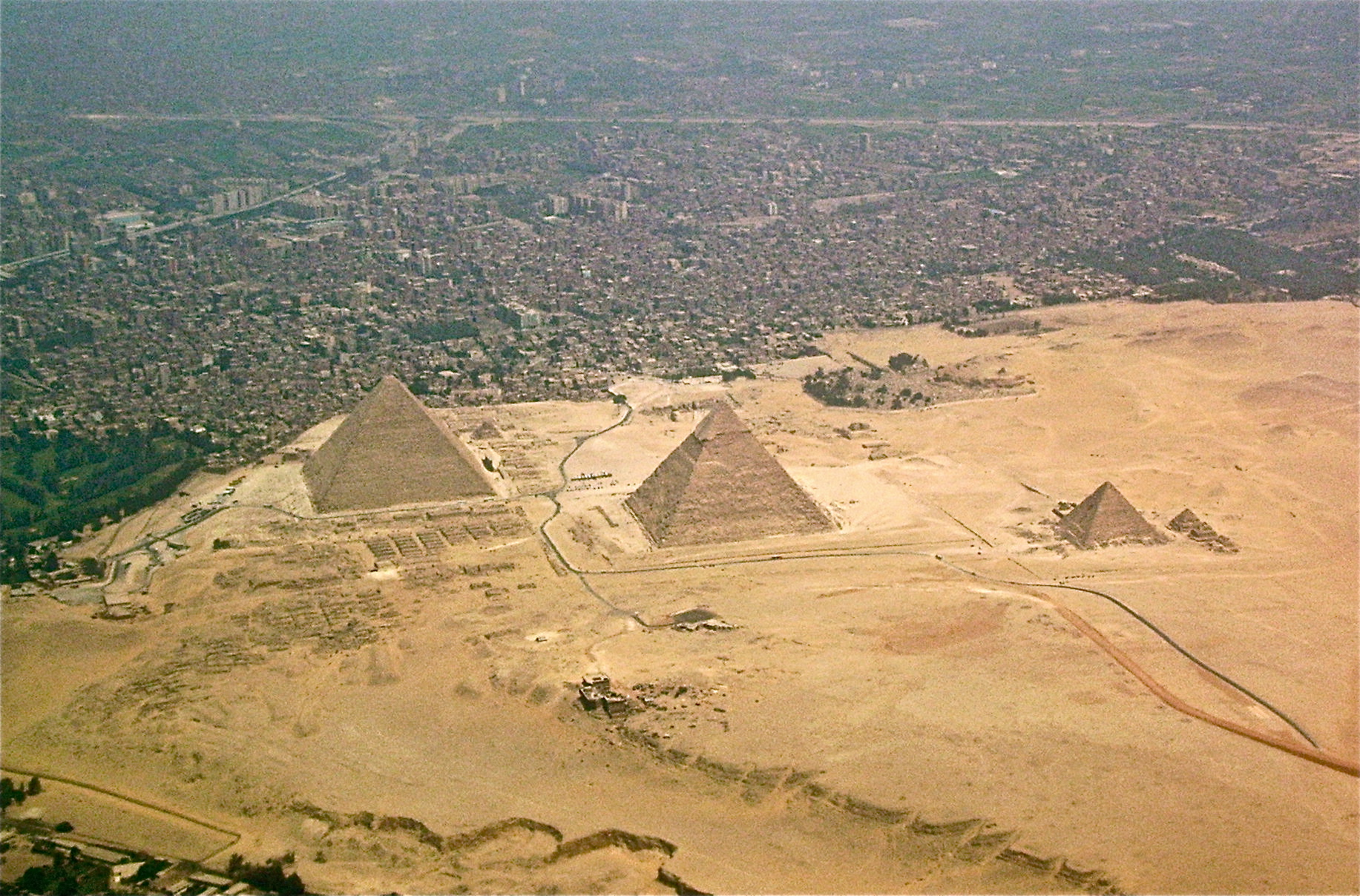
Widok z lotu ptaka, w tle miasto Giza
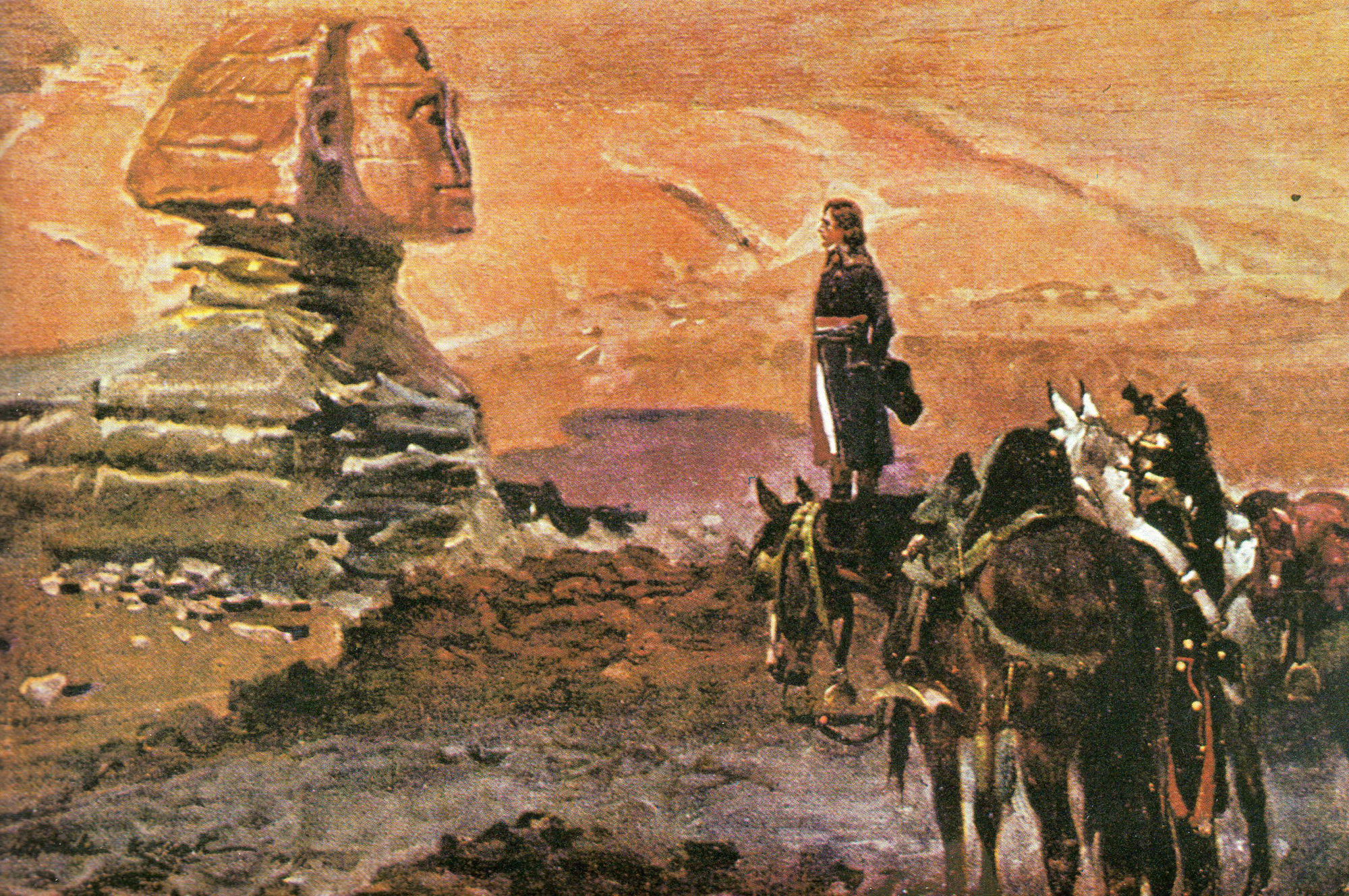
Napoleon przed Sfinksem (mal. Wojciech Kossak, 1911)
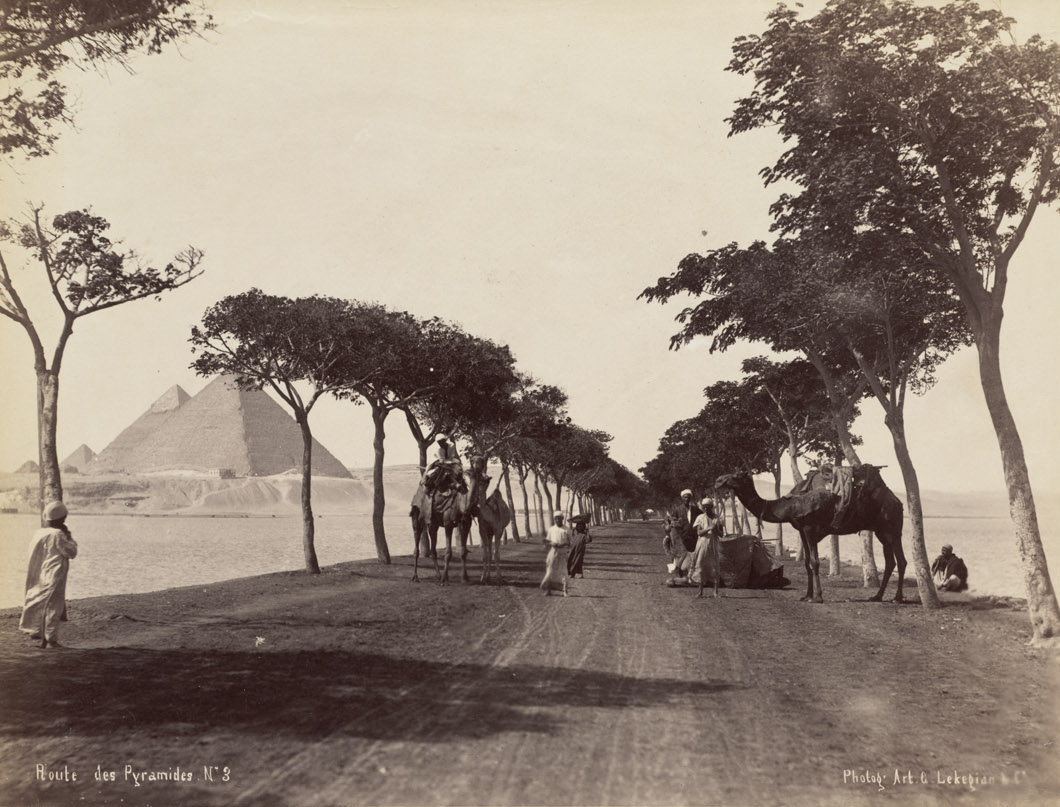
Piramidy w Gizie (fot. William Vaughn Tupper, XIX w.)
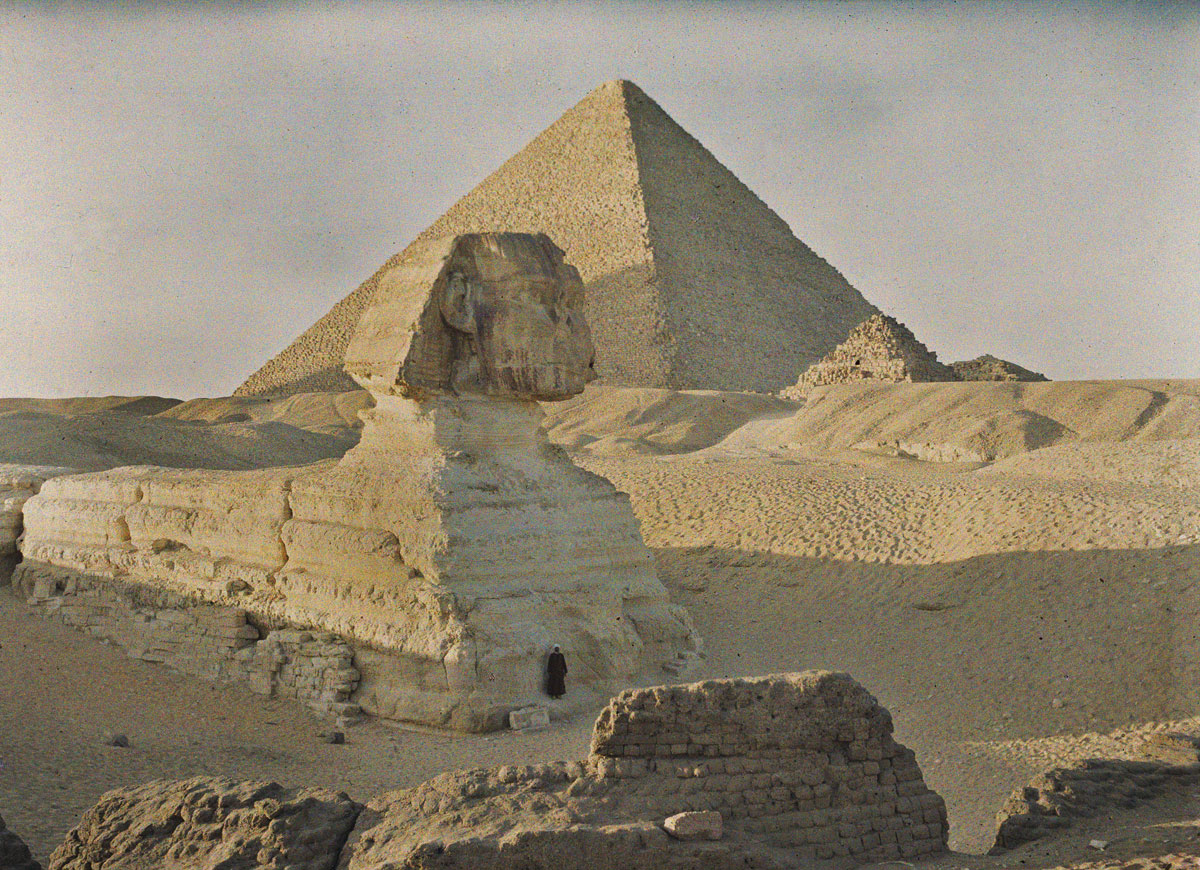
Piramidy w Gizie (fot. barwna, autochrom, Auguste Léon, 1914)